# Henri Opper de Blowitz

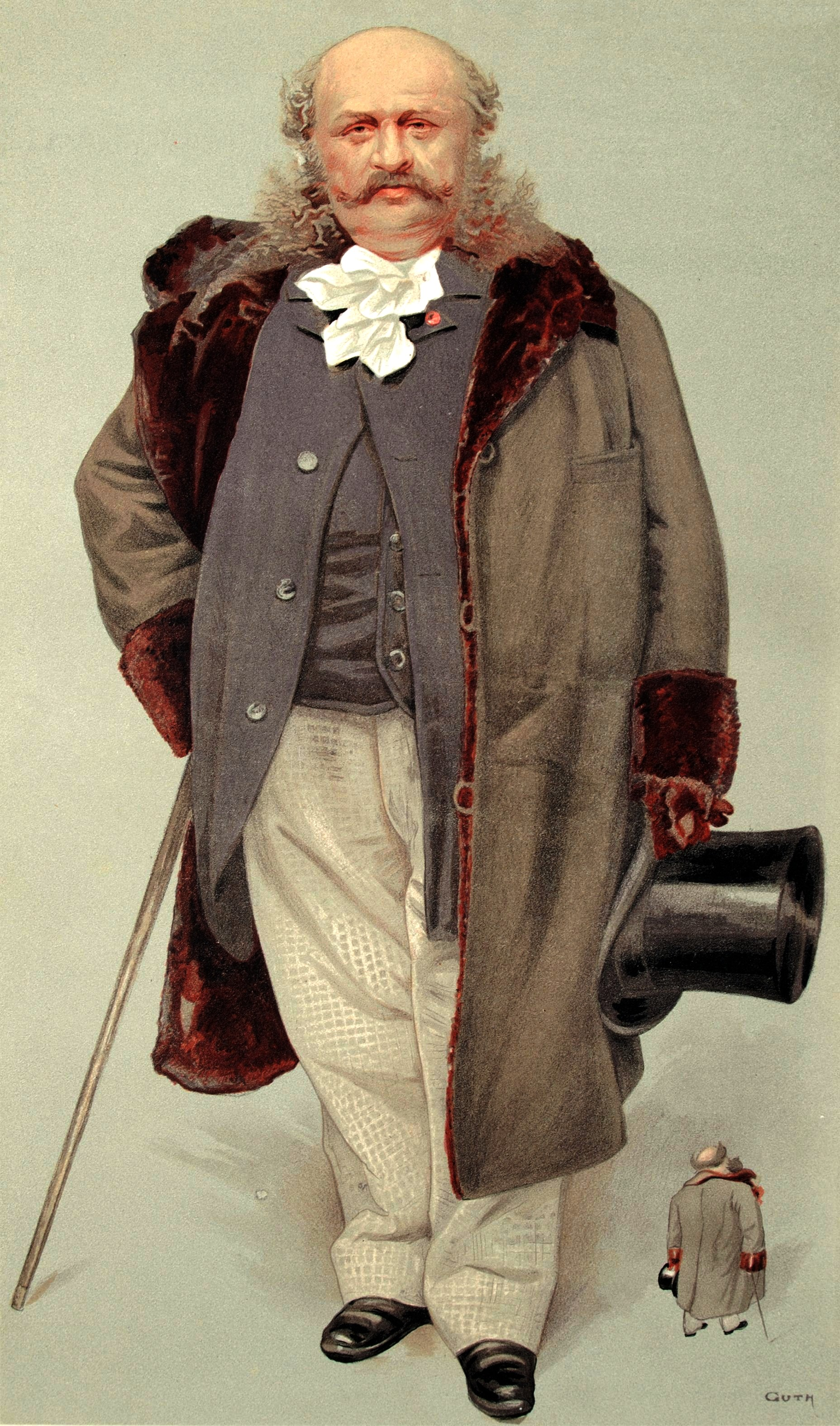
Opper de Blowitz in der Vanity fair vom 7. Dezember 1889

Henri Georges Stephane Adolphe Opper de Blowitz (geboren 28. Dezember 1825 in Blowitz; gestorben 18. Januar 1903 in Paris) war ein französischer Journalist.
Blowitz wurde im Kaisertum Österreich als Sohn einer jüdischen Familie geboren. Bereits mit 15 Jahren verließ er seine Heimat Böhmen und eignete sich auf Reisen breite Sprachkenntnisse an. Nachdem er aus finanziellen Gründen zunächst nach Amerika auswandern wollte, nahm er nach dem Studium 1849 eine Stelle als Professor für Deutsch am Lycée von Tours an. Die akademische Laufbahn beendete er 1859 nach Tätigkeiten in Limoges, Poitiers und Marseille zugunsten einer Karriere als Journalist. Er wurde Redakteur der Zeitung Gazette du Midi, später der La Décentralisation in Lyon. Im selben Jahr heiratete er.
Opper de Blowitz war als Journalist mehrfach in Skandale involviert, so 1869 während der Kandidatur von Ferdinand de Lesseps für das französische Parlament. Frühzeitig sagte er 1870 den Zusammenbruch des Zweiten Kaiserreichs im Deutsch-Französischen Krieg voraus. Bestrebungen, ihn als unerwünschten Ausländer abzuschieben, begegnete er, indem er sich im selben Jahr als französischer Staatsbürger einbürgern ließ.
Im Verlauf des Krieges machte ihn Adolphe Thiers zu seinem Mitarbeiter und bot ihm nach Kriegsende die Stelle des französischen Konsuls in Riga an. Blowitz ging stattdessen zur Londoner Times, deren Pariser Chefkorrespondent er 1873 nach dem Tod seines Vorgängers wurde. Daneben schrieb er für andere Zeitschriften, wie das Harper’s Magazine.
Als einer der bekanntesten Journalisten seiner Zeit war Opper de Blowitz in viele politische und diplomatische Ereignisse involviert, so unter anderem in die Krieg-in-Sicht-Krise 1875, in der er eine ihm durch den französischen Außenminister übermittelte Depesche über deutsche Kriegspläne veröffentlichte. 1878 schaffte er es, den Text des auf dem Berliner Kongress abgeschlossenen Berliner Vertrages zeitgleich zu dessen Signierung zu veröffentlichen, nachdem er bereits zuvor interne Informationen aus den Kongresssitzungen mitgeteilt hatte, sehr zum Ärger des deutschen Reichskanzlers Otto von Bismarck. Im selben Jahr wurde Opper de Blowitz Offizier der Ehrenlegion.
Als Journalist führte Opper de Blowitz Interviews mit vielen Persönlichkeiten seiner Zeit. Dazu zählten neben vielen französischen Staatsmännern unter anderem Bismarck, Papst Leo XIII., der spanische König Alfons XII. sowie der rumänische König Karl I. Heute noch bekannt ist seine Reportage von der Einweihungsfahrt des Orient-Express, an der er am 4. Oktober 1883 auf Einladung von Georges Nagelmackers teilnahm. Am Ziel in Konstantinopel gelang es ihm, als einer der ersten westlichen Journalisten mit Sultan Abdülhamid II. ein Interview zu führen.